# STS-119
STS-119 var en flygning i det amerikanska rymdfärjeprogrammet till den Internationella rymdstationen ISS, med rymdfärjan Discovery som genomfördes i mars 2009.
Starten skedde den 15 mars 2009 klockan 7:43 PM EDT. Discovery landade den 28 mars 2009 kl. 3.13 PM EDT. Detta var Discoverys  36:e rymdfärd.

## Uppdragets mål
Uppdraget huvudmål var att leverera och under tre rymdpromenader installera delen S6 truss till den internationella rymdstationen. Man levererade även annan utrustning och experiment till ISS samt utförde ett experiment med rymdfärjans värmesköldar under återinträdet i jordatmosfären.

## Aktiviteter

### Innan uppskjutning
Discovery rullade över till VAB (Vehicle Assembly Building) från sin hangar den 7 januari där hon förbereddes för start. Den 14 januari rullade Discovery ut till startplatta 39A.

### Aktiviteter dag för dag

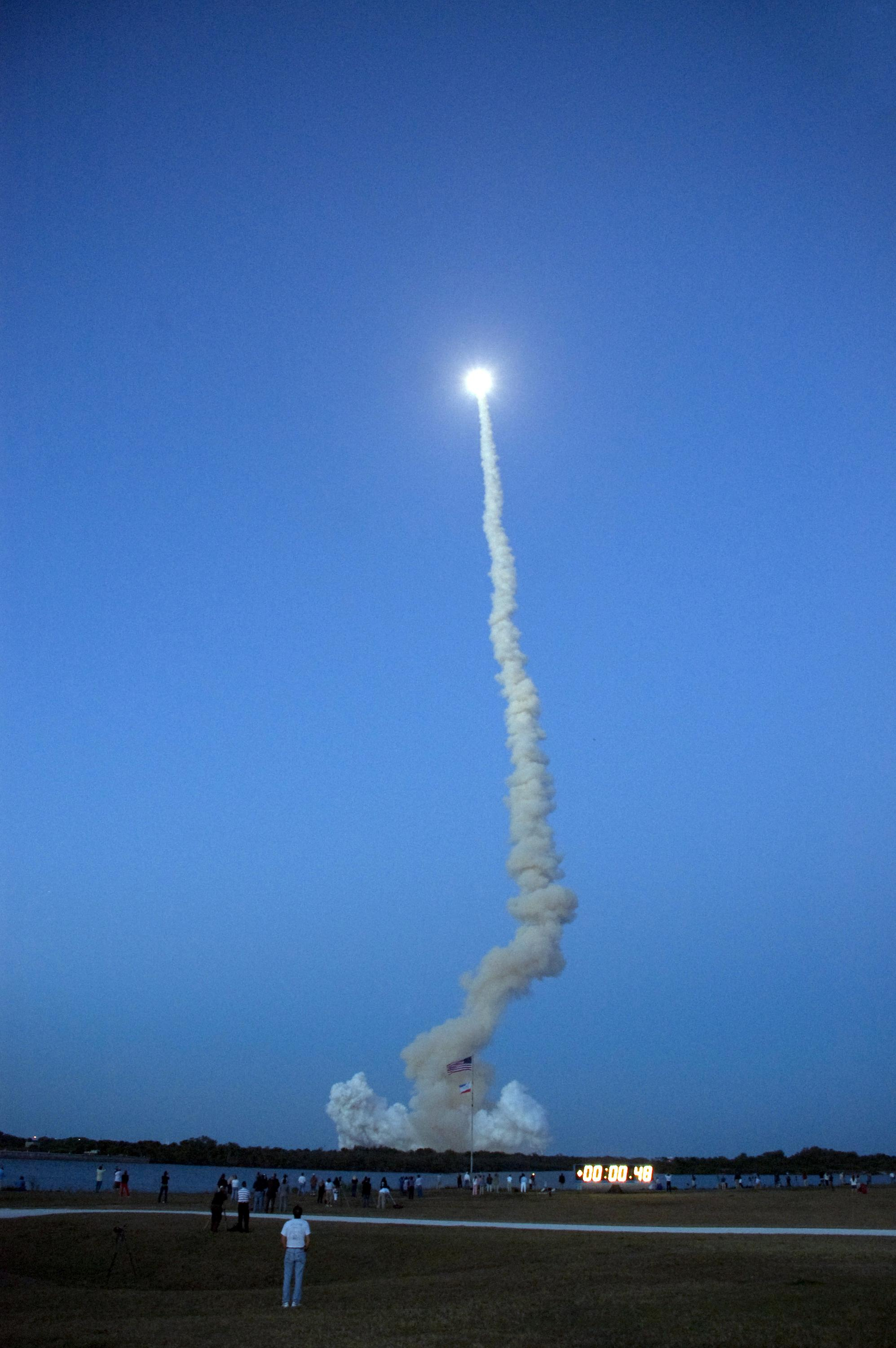
Discovery 48 sekunder after starten den 15 mars 2009.

Dag 1: Lyckad start klockan 00.43 svensk sommartid från Kennedy Space Center. Man noterade en fladdermus som satt på Discoverys stora bränsletank innan start. Man trodde den skulle flyga bort vid starten, men det gjorde den inte. Den skakades troligen av under starten och brändes upp. 
Dag 2: Sedvanliga undersökningar av färjan efter tecken på skador efter starten gjordes, samt förberedelser inför dockningen med ISS.
Dag 3: Discovery dockade med ISS klockan 22.20 svensk sommartid. När Discovery befann sig under ISS så gjorde hon en bakåtvolt så besättningen på ISS kunde ta fotografier av färjans undersida avsedda för ytterligare kontroll av eventuella skador. Överföring av material från Discovery till ISS inleddes och pågick de följande dagarna.
Dag 4: S6 truss lyftes ur Discoverys lastutrymme med hjälp av Discoverys robotarm och Canadarm2. Förberedelser inför den första rymdpromenaden EVA 1, gjordes.
Dag 5: Den första rymdpromenaden genomfördes. Discovery blev för godkänd landning, efter att inga skador hade hittats.
Dag 6: Solpanelerna på den nya sektionen S6 vecklades ut. Förberedelser inför den andra rymdpromenaden EVA 2 gjordes.
Dag 7: Andra rymdpromenaden utfördes och man höll konferenser med massmedia.
Dag 8: Förberedelser inför den tredje rymdpromenaden EVA 3 gjordes.
Dag 9: Den tredje och sista rymdpromenaden utfördes. 
Dag 10: Överföring av material från Discovery till ISS avslutades. De båda besättningarna Expedition 18 och STS-119 samlades i modulen Harmony varifrån de samtalade med USA:s president, ledamöter från USA:s kongress samt några studenter.  
Dag 11: Ett känsligt experiment som krävde förvaring i modulen Destinys frysbox så länge som möjligt gjorde att man stängde luckan mellan ISS och Discovery samma dag som man separerade farkosterna. Den normala proceduren är att man stänger luckan dagen innan man separerar. Discovery kopplades loss från ISS klockan 20.53 svensk sommartid.
Dag 12: Sedvanliga sista kontroller av Discoverys värmeskyddspaneler gjordes.
Dag 13: Landningen förbereddes.
Dag 14: Discovery landade klockan 20.13 svensk sommartid på bana 15 på Kennedy Space Center efter tretton dagar i rymden. Discovery avslutade därmed sin 36:e flygning till rymden efter 202 varv runt jorden.

### Rymdpromenader

#### EVA 1
Installerade segmentet S6 truss, samt vek ut en radiator på detsamma. Swanson och Arnold utförde rymdpromenaden som varade i sex timmar och sju minuter.

#### EVA 2
Förberedde ett utbyte av batterier på P6 truss, själva bytet utfördes av ett senare uppdrag STS-127. Installerade en slags lastpall med utrustning på P3 truss som senare användes av uppdrag STS-129. Installerade en GPS-antenn på det japanska laboratoriet Kibō. Swanson och Acaba utförde rymdpromenaden som varade i sex timmar och trettio minuter.

#### EVA 3
En transportkärra på truss flyttades och Canadarm2 smordes bland annat. Arnold och Acaba utförde rymdpromenaden som varade i sex timmar och tjugosju minuter.

## Besättning
- USA Lee Archambault befälhavare. Tidigare rymdfärd STS-117
- USA Dominic A. Antonelli pilot. Ingen tidigare rymdfärd.
- USA John L. Phillips uppdragsspecialist. Tidigare rymdfärder STS-100 och Expedition 11 på ISS
- USA Steven Swanson uppdragsspecialist. Tidigare rymdfärd STS-117
- USA Joseph M. Acaba uppdragsspecialist. Ingen tidigare rymdfärd.
- USA Richard R. Arnold uppdragsspecialist. Ingen tidigare rymdfärd.

### Besättning på ISS som byts ut under detta uppdrag
- Japan Koichi Wakata reste till ISS med Discovery för att ingå i Expedition 18
- USA Sandra H. Magnus reste ned till jorden med Discovery efter att ha ingått i Expedition 17 och Expedition 18

## Väckningar
Under Geminiprogrammet började NASA spela musik för besättningar och sedan Apollo 15 har man varje "morgon" väckt besättningen med ett särskilt musikstycke, särskilt utvalt antingen för en enskild astronaut eller för de förhållanden som råder.
| Dag | Låt                                 | Artist/Kompositör                                                    | Spelad för      | Länk    |
| --- | ----------------------------------- | -------------------------------------------------------------------- | --------------- | ------- |
| 2   | "Free Bird"                         | Lynyrd Skynyrd                                                       | Tony Antonelli  | wav mp3 |
| 3   | "Radio Exercise"                    | Tokyo Broadcast Children's Choir                                     | Koichi Wakata   | wav mp3 |
| 4   | "I Walk the Line"                   | Johnny Cash                                                          | Steven Swanson  | wav mp3 |
| 5   | "Que Bonita Bandera"                | Florencio Morales Ramos, framförd av Jose Gonzalez och Banda Criolla | Joe Acaba       | wav mp3 |
| 6   | "Box of Rain"                       | Grateful Dead                                                        | John Phillips   | wav mp3 |
| 7   | "In a Little While"                 | Pilgrim and Trout                                                    | Richard Arnold  | wav mp3 |
| 8   | "Alive Again"                       | Chicago                                                              | Lee Archambault | wav mp3 |
| 9   | "Ain't Nobody Here but Us Chickens" | Louis Jordan                                                         | Swanson         | wav mp3 |
| 10  | "Andrew's Song"                     | Treestump                                                            | Phillips        | wav mp3 |
| 11  | "Dirty Water"                       | The Standells                                                        | Antonelli       | wav mp3 |
| 12  | "Enter Sandman"                     | Metallica                                                            | Acaba           | wav mp3 |
| 13  | "Bright Side of the Road"           | Van Morrison                                                         | Arnold          | wav mp3 |
| 14  | "I Have a Dream"                    | Abba                                                                 | Sandra Magnus   | wav mp3 |

## Galleri
- Video som visar starten.

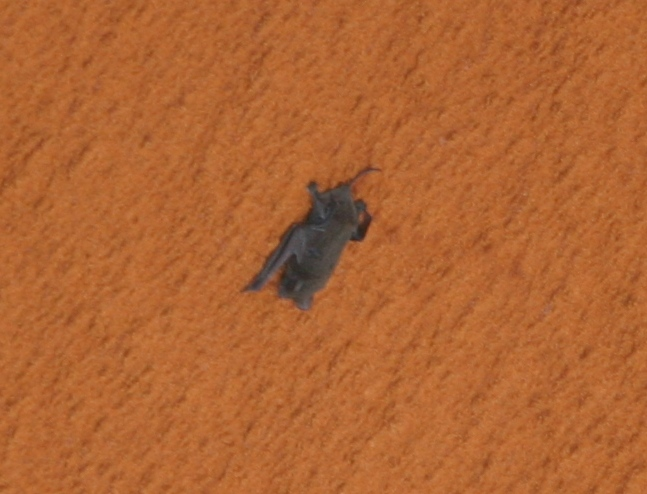
Den otursamma fladdermusen på Discoverys bränsletank innan starten.
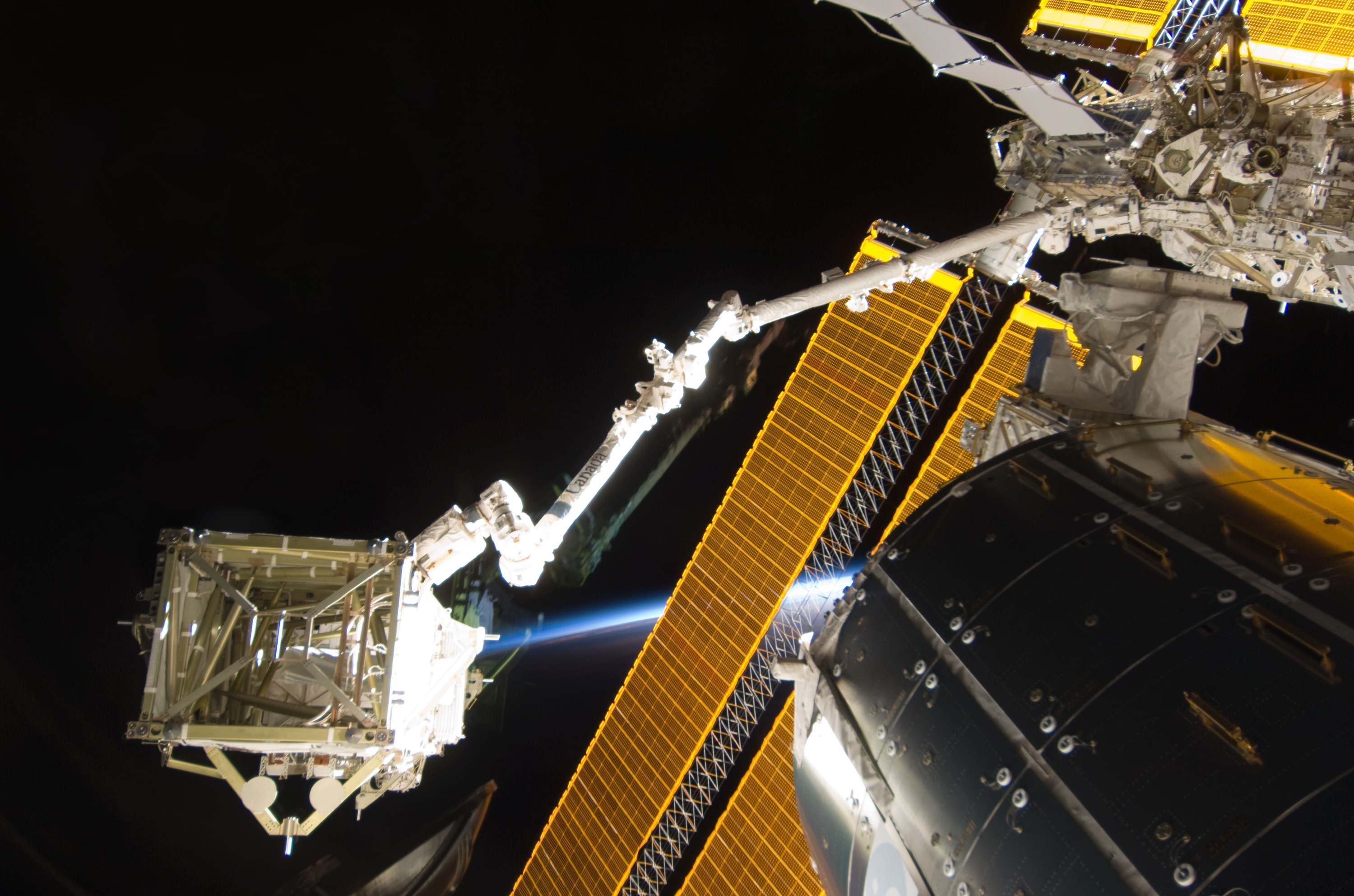
S6 lyfts ur Discoverys lastutrymme den 18 mars 2009.
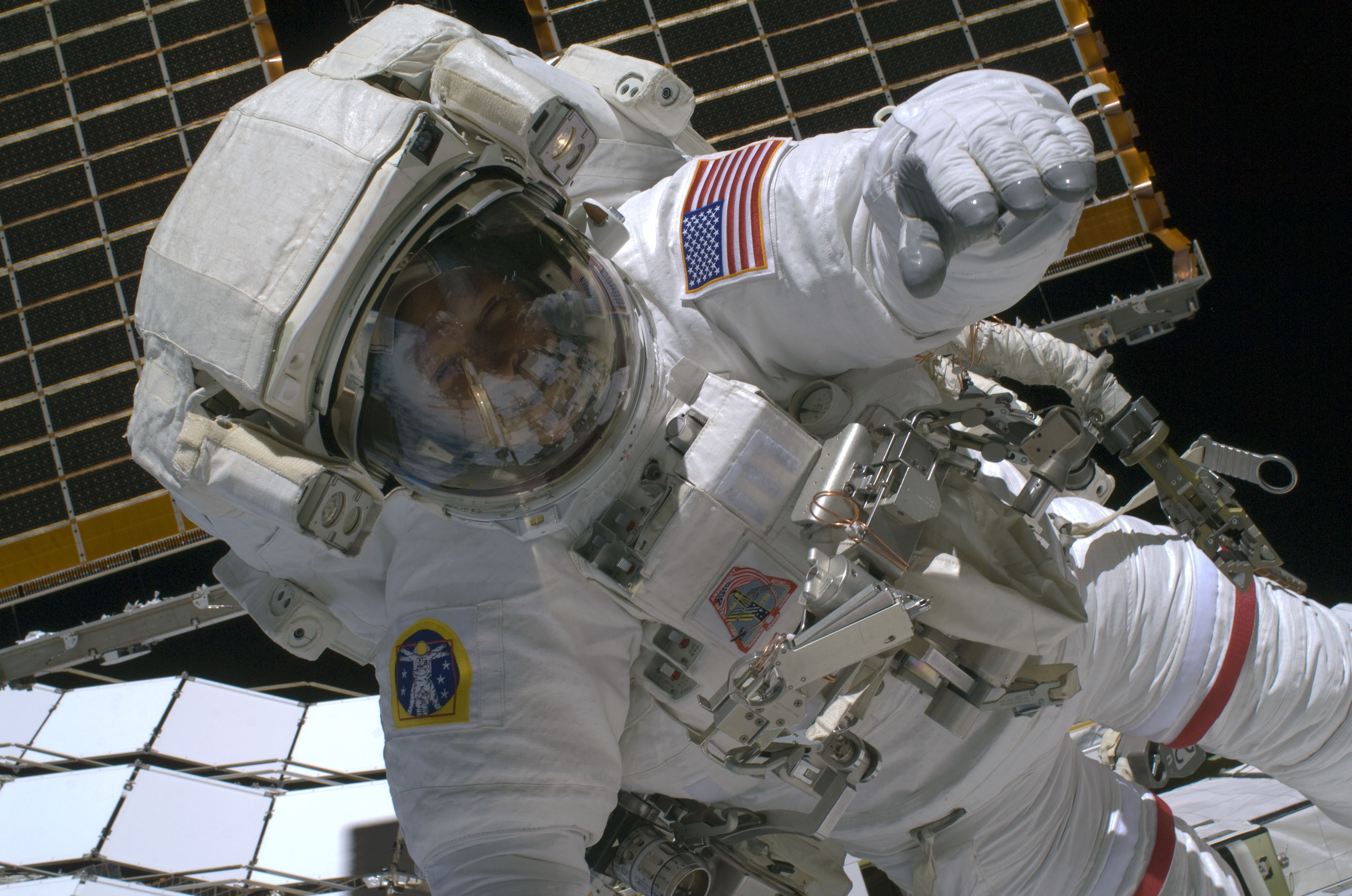
Swanson under EVA-1 den 19 mars 2009.
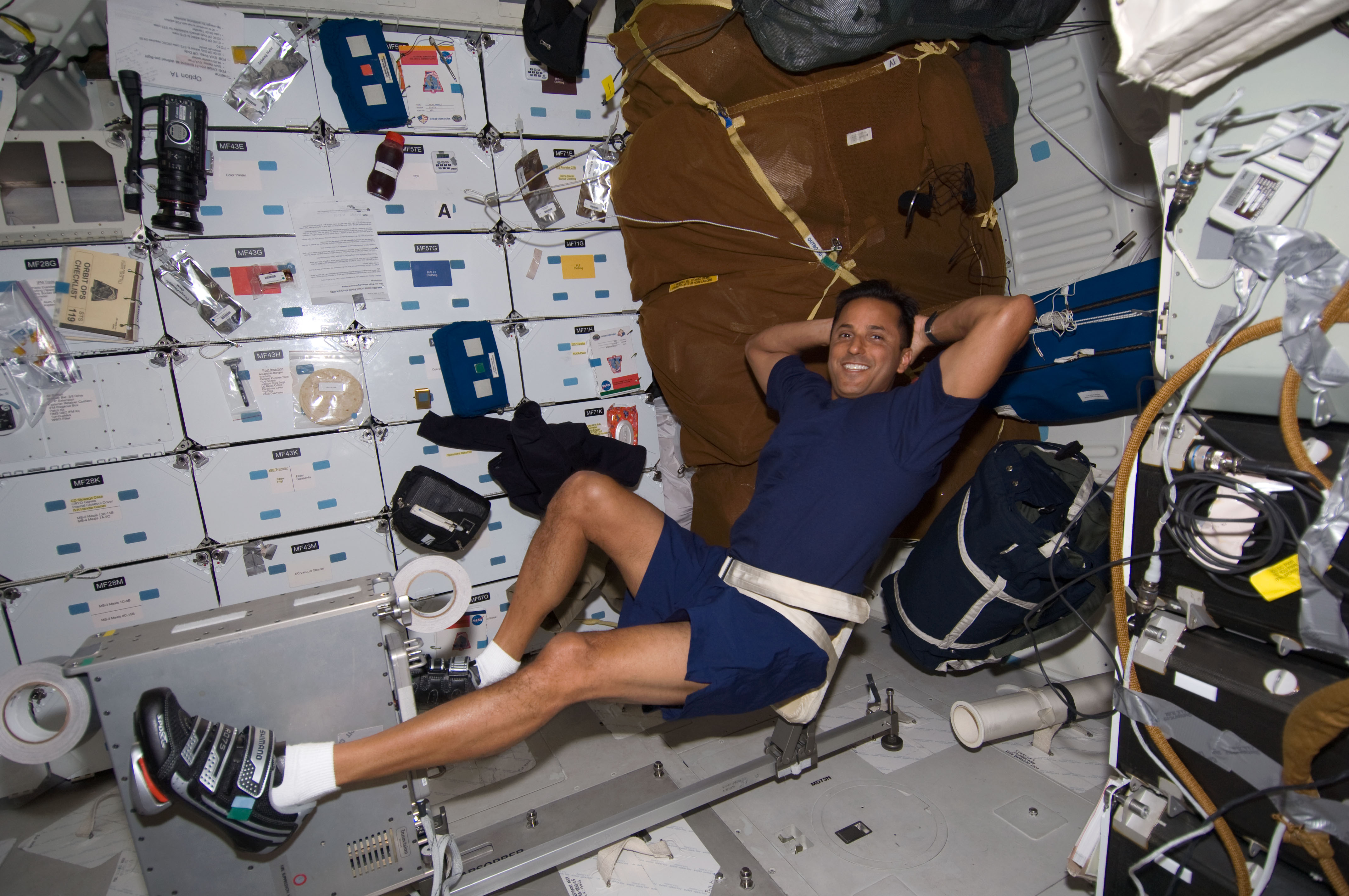
Acaba under fysisk träning ombord Discovery den 20 mars 2009.
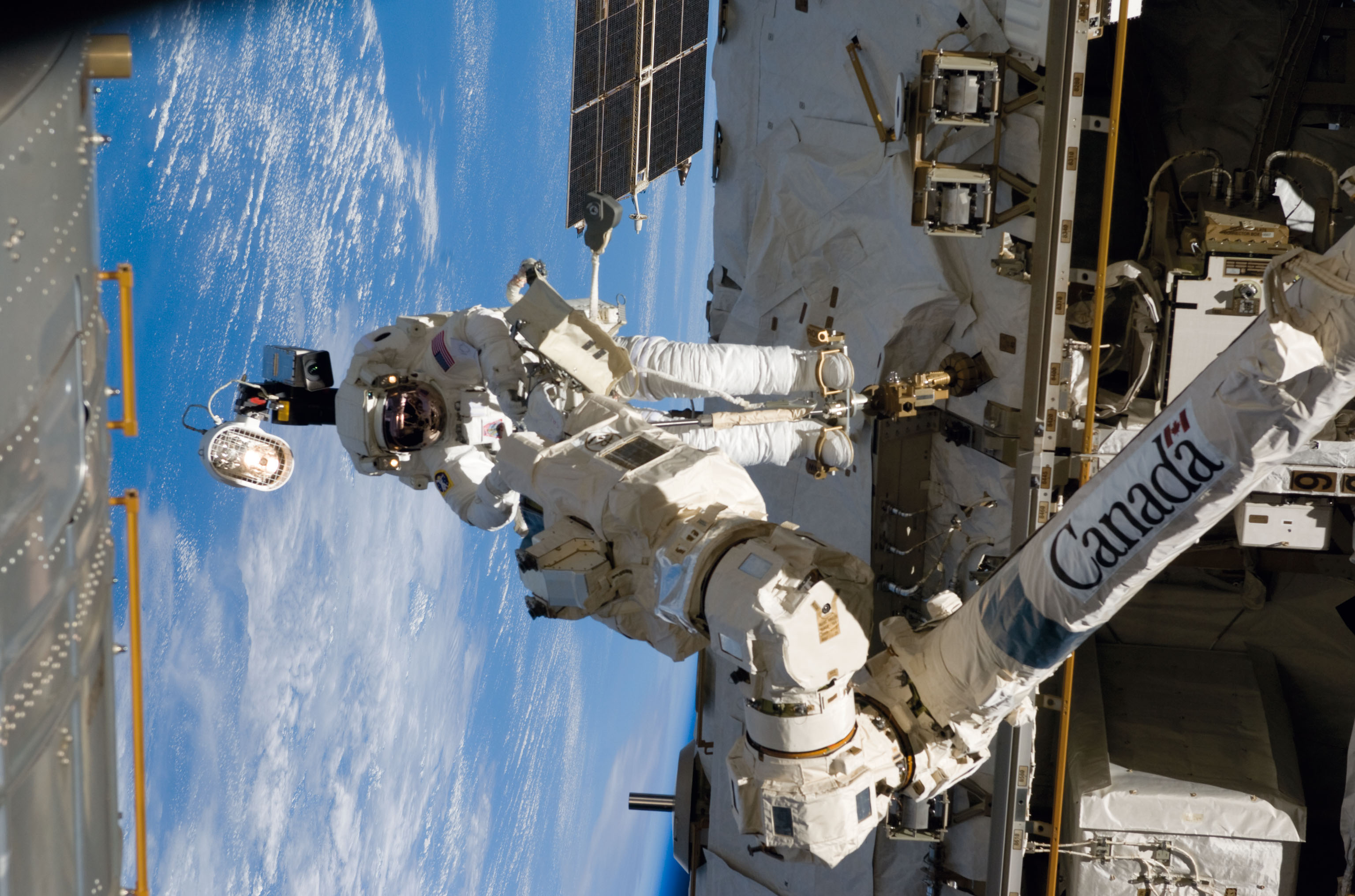
Arnold smörjer Canadarm2 under EVA-3 den 23 mars 2009.
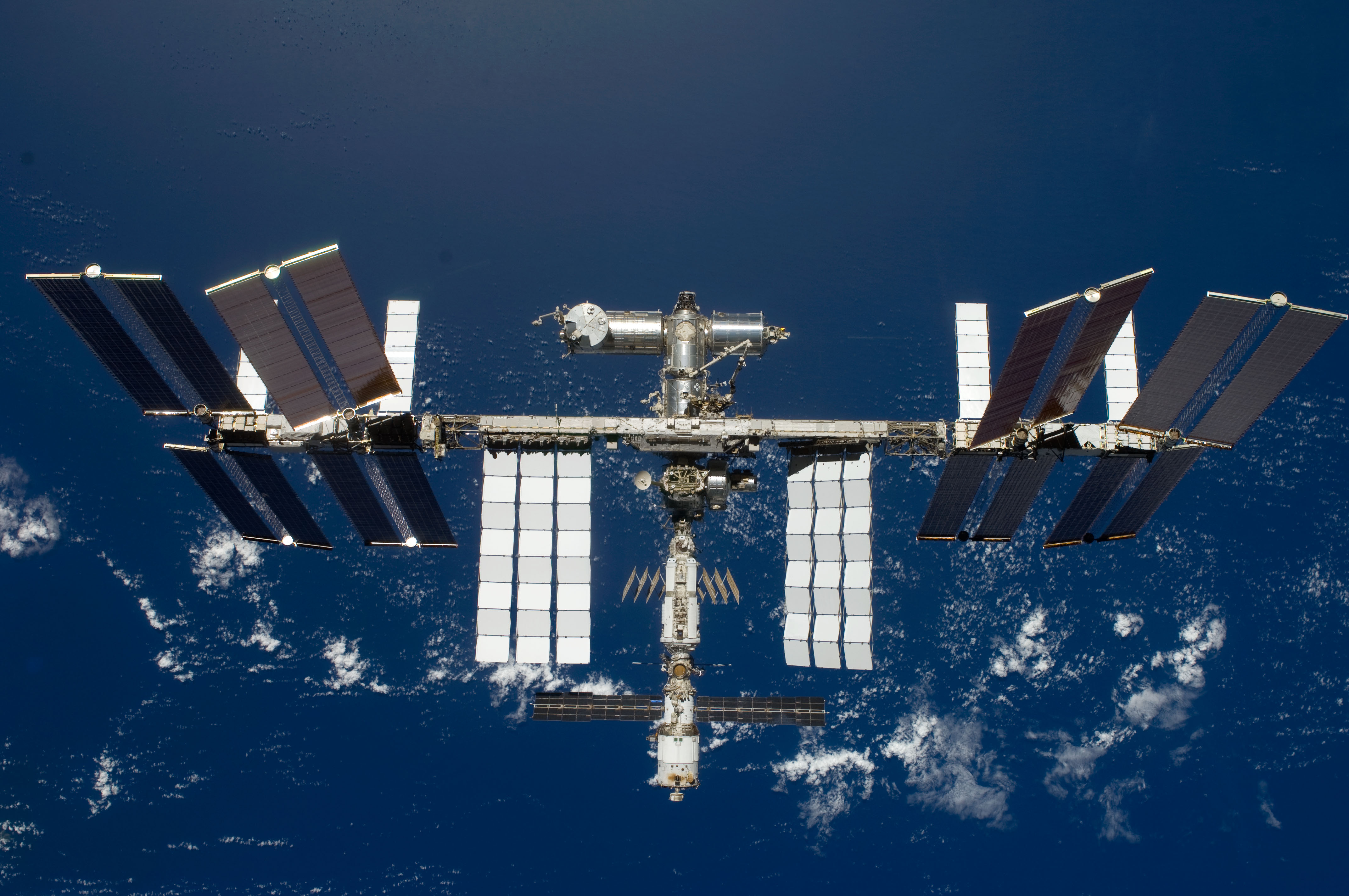
Bild på ISS efter STS-119s besök tagen den 25 mars 2009.
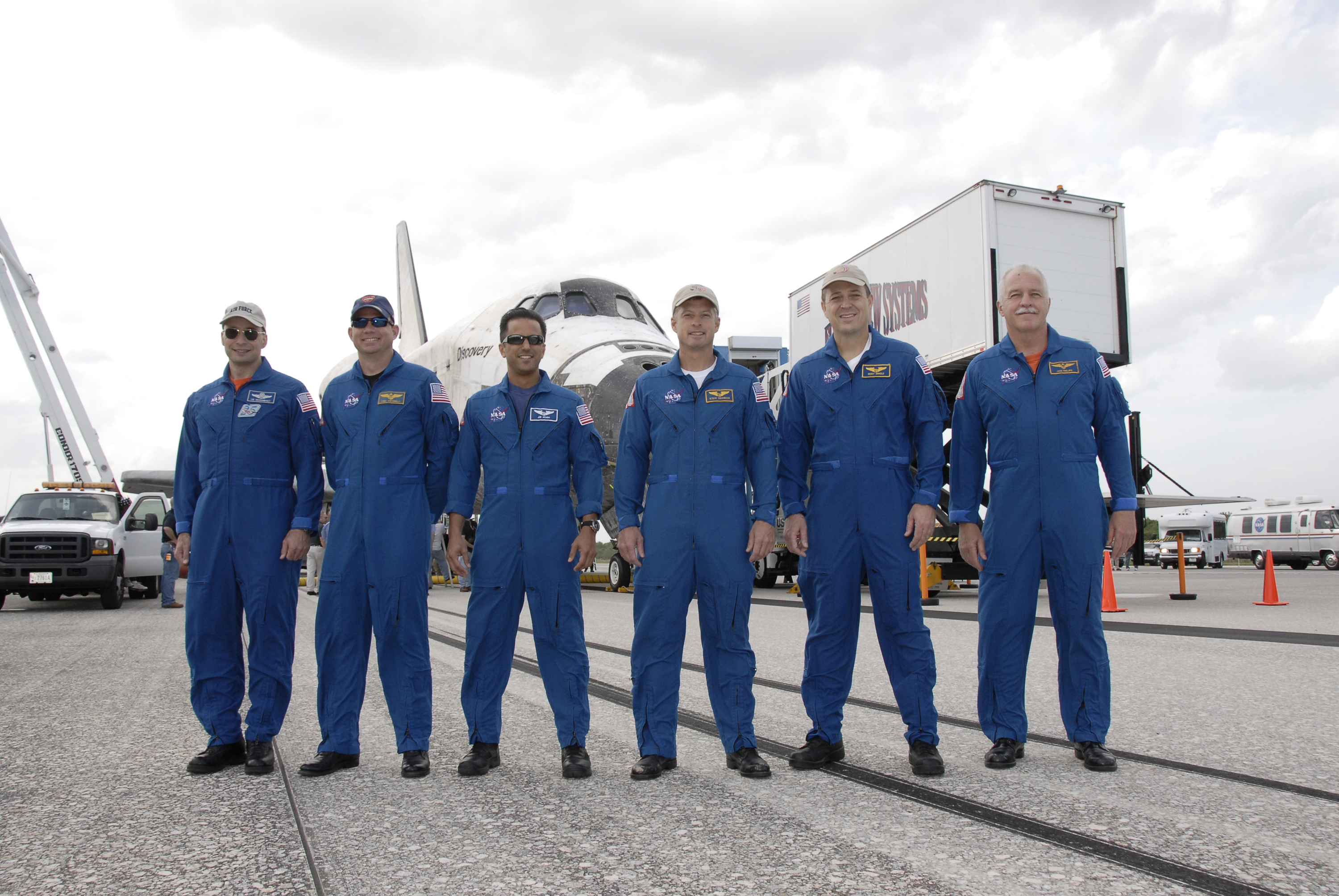
STS-119's besättning efter landningen den 28 mars 2009.

### Fotnoter
1. ↑  ”NASA Space Science Data Coordinated Archive” (på engelska). NASA. https://nssdc.gsfc.nasa.gov/nmc/spacecraft/display.action?id=2009-012A. Läst 22 mars 2020.
2. ↑  Manned Astronautics - Figures & Facts Arkiverad 4 mars 2016 hämtat från the Wayback Machine., läst 28 juli 2016.
3. ↑  Kenneth Chang (15 mars 2009). ”Shuttle Discovery Lifts Off for Space Station”. The New York Times. http://www.nytimes.com/2009/03/16/science/space/16shuttle.html?ref=science. Läst 15 mars 2009.
4. ↑  Chris Bergin (3 mars 2009). ”Progress made towards STS-119 flight rationale - March 12 NET possible”. NASASpaceflight.com. http://www.nasaspaceflight.com/2009/03/progress-made-towards-sts-119-flight-rationale-march-11-net-possible/. Läst 3 mars 2009.
5. ↑  Chris Bergin (4 mars 2009). ”PRCB boosts FRR opportunity to approve March launch for STS-119”. NASASpaceflight.com. http://www.nasaspaceflight.com/2009/03/prcb-boosts-frr-opportunity-to-approve-march-launch-for-sts-119. Läst 11 mars 2009.